# Bururi
Bururi är huvudort för provinsen Bururi samt kommunen Bururi i Burundi. Folkmängden uppgick till 3 256 invånare vid folkräkningen 2008.